# Urszula Guźlecka
Urszula Guźlecka-Rogozińska (ur. 17 stycznia 1954 w Inowrocławiu) – polska dziennikarka, redaktor w Telewizji Polskiej o. w Bydgoszczy, wieloletnia prezenterka programu informacyjnego „Zbliżenia”, autorka setek reportaży i programów, głównie o tematyce kulturalnej, emitowanych na antenach lokalnych i ogólnopolskich.
Zajmuje się głównie tworzeniem reportaży na temat osób i miejsc zasłużonych dla kultury, niekiedy mało znanych. Fascynuje ją pokazywanie dziedzictwa kulturowego regionu kujawsko-pomorskiego. Wydobywa na światło dzienne zapomniane postacie literatów, malarzy, poświęcając im swój cykl telewizyjny „Portrety Twórców”. Jej reportaże mają duży wymiar humanistyczny, są zachętą do uczestnictwa w szeroko rozumianej kulturze.
W swoich programach mówi nie tylko o wielkich wydarzeniach kulturalnych, ale pokazuje też bogactwo życia w małych miejscowościach. Jej cykl telewizyjny „Skarby Prowincji” odkrywa nieznane oblicza małych miejscowości pod kątem architektury, historii, ludzi tworzących „codzienność na prowincji”. 
Urszula Guźlecka jest nie tylko dziennikarką, ale też w dużej mierze współorganizatorką wydarzeń kulturalnych, m.in. festiwalu „Muzyka w świetle księżyca” w pałacu w Lubostroniu.
Obok pracy zawodowej dużo uwagi poświęca działalności społecznej. 
Działa także na rzecz humanitarnego traktowania zwierząt. Od 1994 roku jest aktywnym członkiem Towarzystwa Pomocy Zwierzętom „Animals” w Bydgoszczy.
Entuzjastka i propagatorka Kujaw i Pomorza, działa w Towarzystwie Miłośników Miasta Bydgoszczy, któremu poświęciła wiele ze swoich materiałów.
Od wielu lat zaangażowana w akcję „Cała Polska czyta dzieciom”. Zaangażowana jest również w ratowanie zabytkowego Cmentarza Starofarnego, najstarszej nekropolii w Bydgoszczy.
Popularyzuje sprawy pomocy dla hospicjów, od lat prowadzi charytatywne koncerty, z których dochód przeznaczany jest właśnie na hospicja: im. ks. Jerzego Popiełuszki oraz Domu Sue Ryder w Bydgoszczy.
Członek „Akademii Mistrzów Mowy Polskiej”.
W maju 2013 roku przeszła na emeryturę.

## Życiorys
Ukończyła II Liceum Ogólnokształcące im. Marii Konopnickiej w Inowrocławiu oraz filologię polską na Uniwersytecie Adama Mickiewicza w Poznaniu.
Od 1977 roku dziennikarka Rozgłośni Polskiego Radia i Telewizji w Bydgoszczy. Początkowo regionalna rozgłośnia podlegała pod oddział w Gdańsku, a dziennikarze z Bydgoszczy, w tym m.in. Urszula Guźlecka i Konstanty Dombrowicz – późniejszy prezydent Miasta Bydgoszczy, byli bydgoskimi korespondentami terenowymi dla TVP Gdańsk.
W 1993 roku bydgoski  ośrodek stał się samodzielnym oddziałem Telewizji Polskiej. Do tego czasu, poza codzienną działalnością w programach informacyjnych i kulturalnych,  zajmowała się także m.in. komentowaniem rozgrywek polskiej ligi żużlowej, przede wszystkim klubu Polonia Bydgoszcz. Po powstaniu redakcji sportowej zajmuje się już przede wszystkim tworzeniem programów informacyjnych. Jest jedną z twarzy lokalnych wiadomości (m.in. „Dzisiaj”, a później „Zbliżenia”).
Głównie jednak poświęca się pracy  w redakcji kulturalnej i rozwija swoją pasję w dziedzinie reportażu. Na jej koncie znajdują się m.in.:
- Inny (1998) – film o nieprofesjonalnym rzeźbiarzu z Włocławka – Stanisławie Zagajewskim. Jego prace znajdują się w stałej ekspozycji Muzeum Ziemi Kujawskiej i Dobrzyńskiej we Włocławku;
- Jestem niczyj (2007)[8] – film o Edwardzie Stachurze, polskim pisarzu i poecie;
- Z głową w chmurach (2008) - [9] Bohaterem jest Ignacy Bulla malarz, grafik, rysownik od wielu lat związany z Bydgoszczą;
- Odys (2009)[10] – film, którego bohaterem jest Edmund Obiała, wybitny budowniczy obiektów sportowych na całym świecie, pochodzący z małej wsi Niszczewice na Kujawach;
- Pola z Lipna (2009)[11] – film o aktorce Apolonii Chałupiec, znanej głównie jako Pola Negri, związanej z miejscowością Lipno leżącą w kujawsko-pomorskim;
- Muzyka i zabytki (2010)[12] – fragmenty koncertów w Kalwarii Pakoskiej, w 800-letniej Kolegiacie w Kruszwicy, a także wiejskich kościołach w Sośnie, Strzelcach i Wenecji;
- Mistrzynie skrzypiec (2010)[13] – reportaż z II Międzynarodowego Konkursu Skrzypcowego Toruń 2010. Reportaż pokazuje pasję, z jaką finalistki grają i podchodzą do gry, a także fascynację muzyką, którą same na konkurs wybrały.

W 2009 roku nagrodzona prestiżowym ogólnopolskim tytułem „Mistrza Mowy Polskiej” w IX edycji konkursu. W pokonanym polu znalazły się tak znane postacie jak Marcin Kydryński, Andrzej Person, Beata Tadla i Tomasz Zimoch. 
W IX edycji razem z Urszulą Guźlecką tytuł odebrali Iwona Schymalla (dziennikarka TVP) oraz Ignacy Gogolewski (aktor). Laureatami poprzednich edycji „Mistrza Mowy Polskiej” byli m.in. Hanka Bielicka, Gustaw Holoubek, Jeremi Przybora, Krzysztof Kolberger, Anna Dymna, Krystyna Czubówna, Wojciech Młynarski i Krzysztof Zanussi. 
Konkurs „Mistrz Mowy Polskiej” promuje osoby mówiące poprawnym i pięknym językiem polskim.
W latach 2007–2009 członek VI kadencji Komisji Etyki Telewizji Polskiej.
Wykładowca dla studentów dziennikarstwa.
Zapraszana do prowadzenia koncertów i jury, zarówno tych o charakterze kameralnym, jak i międzynarodowym.

## Otrzymane tytuły i wyróżnienia
- laureatka ogólnopolskiej nagrody literackiej im. Klemensa Janickiego,
- Złota Odznaka Towarzystwa Miłośników Lwowa i Kresów Południowo-Wschodnich,
- medal „Za twórczy wkład w kulturę chrześcijańską”[14] (2005) wręczony podczas XXIV Tygodnia Kultury Chrześcijańskiej w bydgoskiej katedrze,
- statuetka „Kobieta z Pasją”[15] (2005) za profesjonalne dziennikarstwo oraz popularyzację wydarzeń kulturalnych w mieście i regionie,
- tytuł „Mistrza Mowy Polskiej” otrzymany w ogólnopolskim głosowaniu (2009),
- medal z okazji 100-lecia Muzeum Ziemi Kujawskiej i Dobrzyńskiej we Włocławku[16] (2009) za wsparcie i promocję muzeum,
- odznaka honorowa „Zasłużony dla Kultury Polskiej”[17](2011) przyznany przez Ministra Kultury,
- najwyższe odznaczenie przyznawane obrońcom praw zwierząt w Bydgoszczy[18] z rąk Prezydenta Miasta (2011) m.in. za inicjowanie i organizowanie koncertów i aukcji charytatywnych na rzecz zwierząt,
- medal Jerzego Sulimy-Kamińskiego[19] (2012) za popularyzowanie kultury w mediach.
- Krzyż Kawalerski Orderu Odrodzenia Polski (14 sierpnia 2017, za wybitne zasługi w upowszechnianiu kultury i historii regionu kujawsko-pomorskiego, za działalność społeczną)[20]